# Iván Balliu
Iván Salvador Balliu Campeny (ur. 1 stycznia 1992 w Caldes de Malavella) – albańsko-hiszpański piłkarz, występujący na pozycji prawego obrońcy w hiszpańskim klubie Rayo Vallecano oraz w reprezentacji Albanii. Uczestnik Mistrzostw Europy 2024.
Wychowanek FC Barcelony, w swojej karierze występował również m.in. w takich klubach jak: FC Metz, UD Almeria czy Aroua. Były młodzieżowy reprezentant Hiszpanii.

## Życiorys
W 2013 roku Balliu wraz z innym piłkarzem Sergim Gómezem oraz z Martą Soler wziął udział w kampanii promocyjnej marki Gorgeous Style, która zajmuje się modą młodzieżową.
22 sierpnia 2017 roku otrzymał albańskie obywatelstwo.

## Życie prywatne
Jest synem Albańczyka i Hiszpanki. Zamieszkał we Francji z żoną Martą Soler.